# Gambrus varians
Gambrus varians är en stekelart som först beskrevs av Carl Gustav Alexander Brischke 1891.  Gambrus varians ingår i släktet Gambrus och familjen brokparasitsteklar. Inga underarter finns listade i Catalogue of Life.